# Dobrava pri Kostanjevici
Dobrava pri Kostanjevici – wieś w Słowenii, w gminie Kostanjevica na Krki. W 2018 roku liczyła 24 mieszkańców.